# 杜肯號驅逐艦
杜肯號（Duquesne）防空驅逐艦是法國海軍大型戰艦 設計為艦隊防空、制海、反潛、有限岸轟四大用途。是同級苏弗朗（Suffren）號（已退役）姊妹艦。也是法國海軍史上第八艘以17世紀海軍上將亞伯拉罕杜肯命名之船艦。主要武器構成也以亞伯拉罕人生中重要的戰役或地點命名：墨西拿（砲塔一號n°1），巴勒莫戰役（砲塔二號 n°2），Alicuri（飛彈發射架），Agosta戰役（飛彈發射架）和Stromboli島（飛魚反艦飛彈發射架）。
法國海軍並不使用驅逐艦一級 所以即使他體積較大，還是列於法國巡防艦 但是國際註冊還是稱呼驅逐艦。

## 歷史
苏弗朗级艦艇被設計為克列孟梭級航空母艦的防空和反潛護航，在概念上與英國82型驅逐艦相似。1960年，戴高樂當選法國總統后，作為法國新的海軍威懾/干預/防禦政策的一部分，它們被訂購。該類的法語名稱是frégates lance-engins（FLE 60）。它們被法國海軍指定為護衛艦，但被出版物視為驅逐艦。它們後來被重新命名為弗雷蓋茨長矛導彈（FLM 60）。
該船總長 157.6 米（517 英尺 1 英寸），垂線間距為 148 米（485 英尺 7 英寸），橫樑為 15.54 米（51 英尺 0 英寸），最大吃水深度為 7.4 米（24 英尺 3 英寸）。[1][4]該船的標準排水量為5,090噸（5,010長噸）和6,090噸（5,990長噸）。[1]到1990年，該船的標準排水量為5,335噸（5,251長噸），滿載時為6,780噸（6,670長噸）。[4][5]迪尤肯由四個多管自動控制鍋爐提供動力，為兩組Rateau雙減速齒輪渦輪機產生蒸汽，這些渦輪機轉動兩個螺旋槳。它們的額定功率為54,100千瓦（72,500 馬力）。他們通過兩個 1,000 kW 渦輪增壓器和三個 480 kW 柴油交流發電機總共產生了 3,440 kW 的電力。杜肯的最高速度為34節（63公里/小時;39英里/小時），航程為5,100海裡（9,400公里;5,900英里），時速為18節（33公里/小時;21英里/小時）。這艘護衛艦有355名水手，其中包括23名軍官。為了提高作為武器平臺的穩定性，護衛艦配備了三對不可伸縮的鰭穩定器。苏弗朗級的船隻被認為是極其適航的船隻。
苏弗朗級裝備了一個雙發射器，位於 Masurca 舰對空導彈的四分之一甲板上。攜帶了48枚導彈。這些護衛艦還配備了兩門單掛100毫米（3.9英寸）莫代爾1953年艦炮，位於中心線的“A”和“B”位置。這些後來升級為Modèle 1964。護衛艦還安裝了馬拉豐反潛導彈系統。每艘船都攜帶13枚導彈，彈匣位於後甲板室。此外，苏弗朗級有四個用於 L5 魚雷的發射器，船的每一側兩個，安裝在桅杆和艦橋之間的甲板室中。每艘船都攜帶十枚魚雷。它們是第一艘使用固定彈射器部署魚雷的法國軍艦。
火力控制是通過DRBI 23 3D雷達進行的，用於空中搜索/跟蹤，該雷達罩安裝在一個巨大的天線罩中，該天線罩佔據了船舶的輪廓。Suffren 級還安裝了DRBN 32、DRBV 50、兩個DRBR 51和DRBC 32A 雷達。對於反潛戰，他們配備了DUBV 23船體安裝聲納和DUBV 43拖曳可變深度聲納。為了進行電子防禦，這些船隻最初安裝了Syllex谷殼系統。SENIT I戰術數據系統協調感測器數據。

## 相關連結

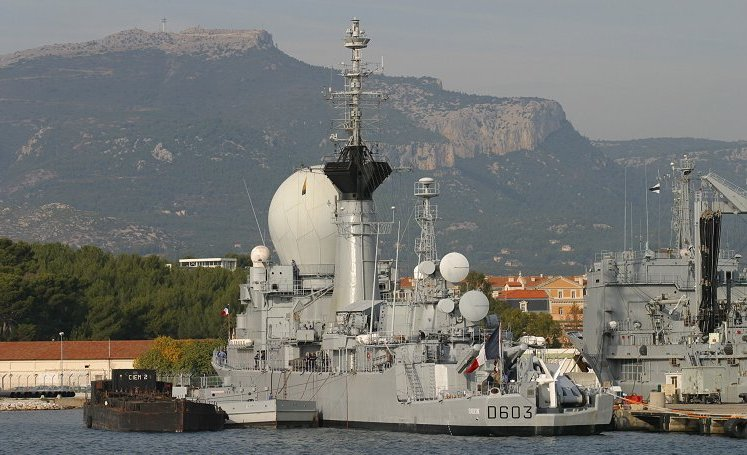

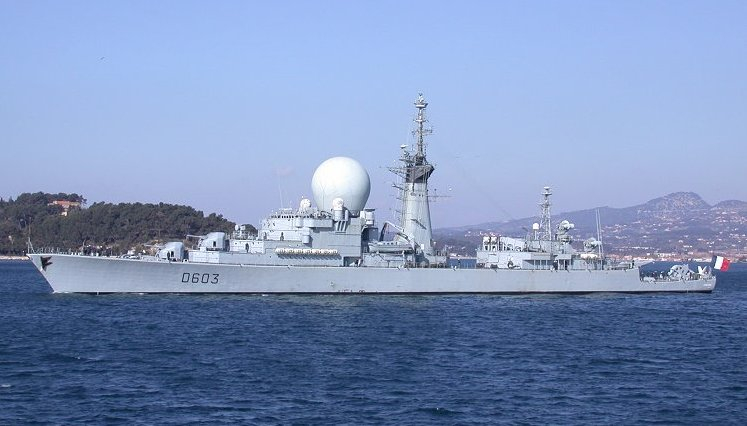
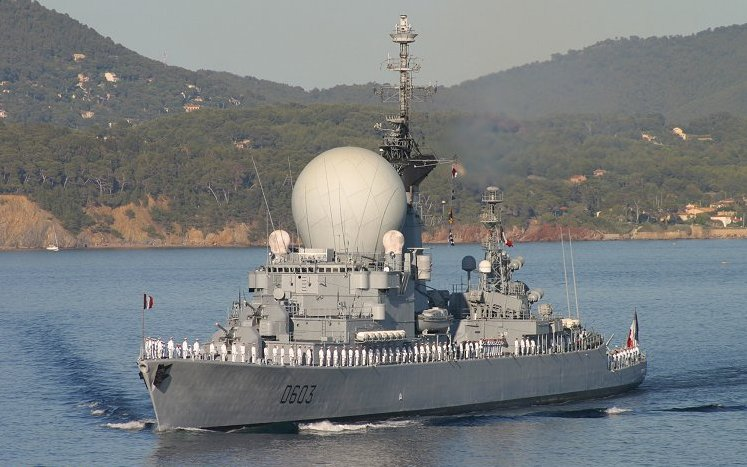
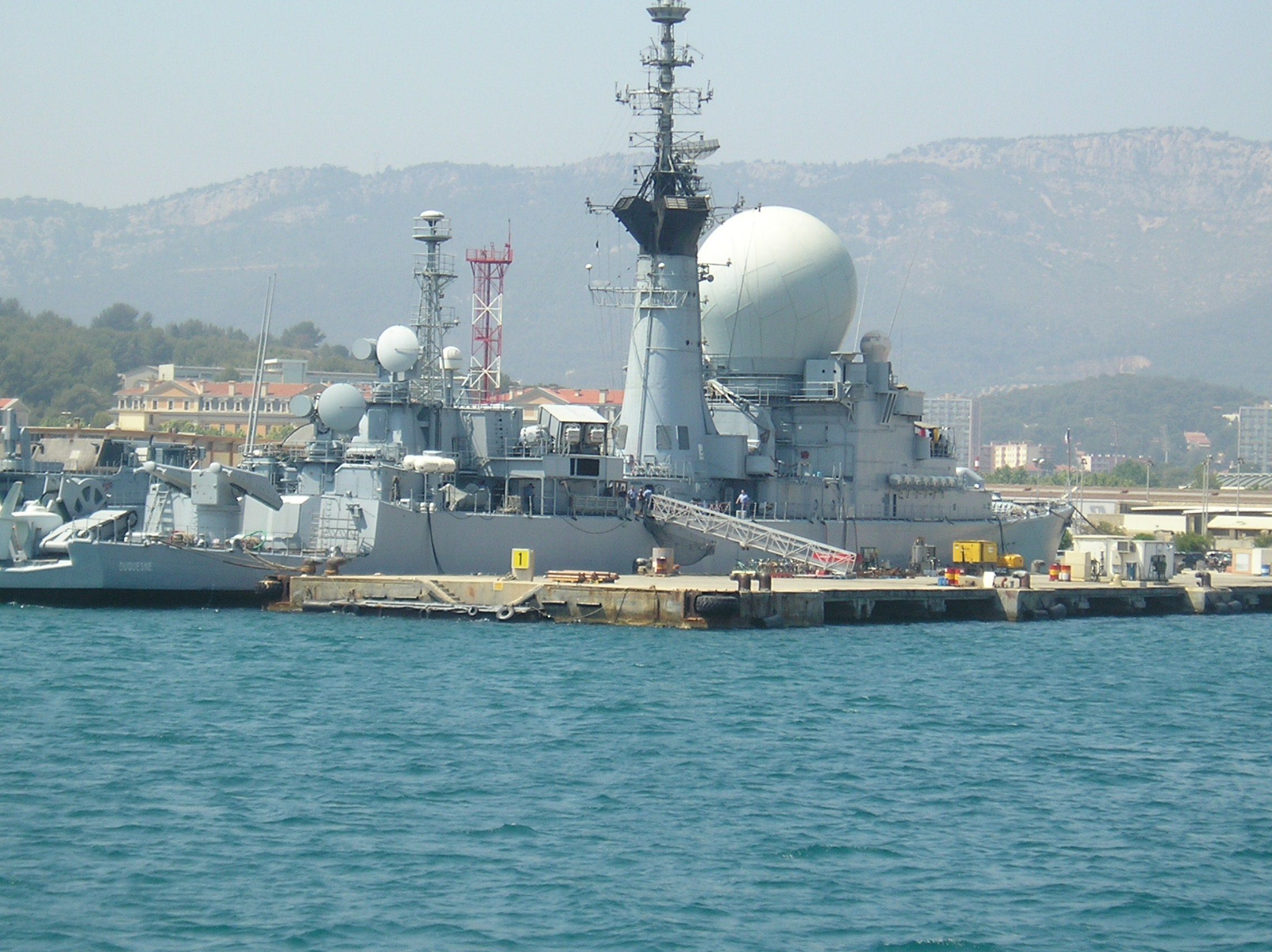

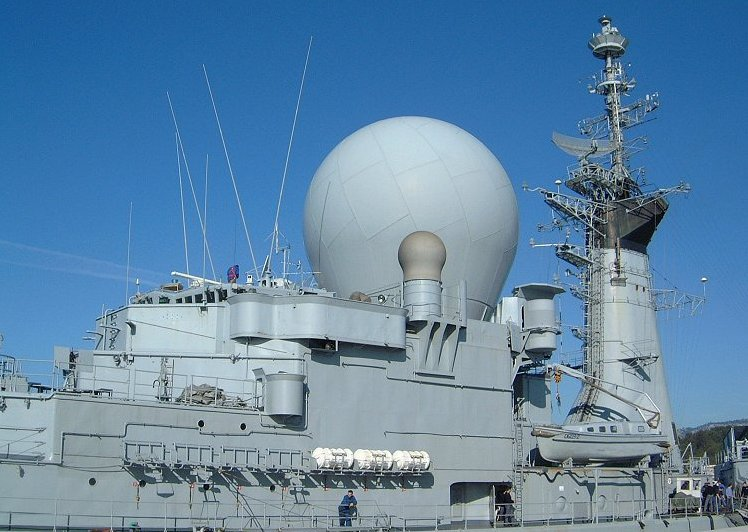
砲塔
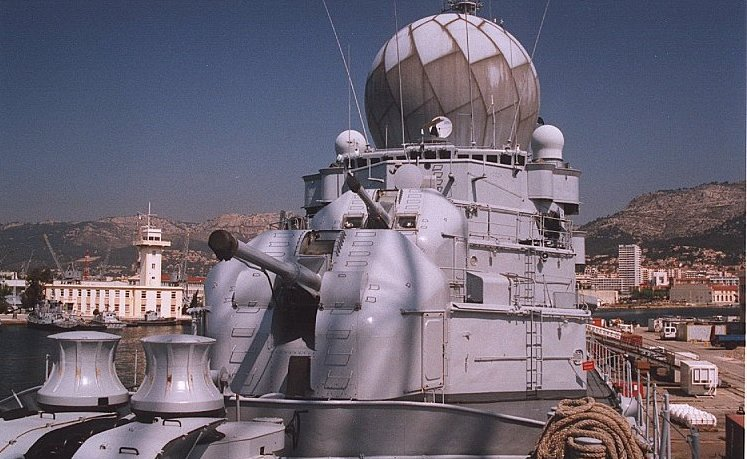
100mm砲

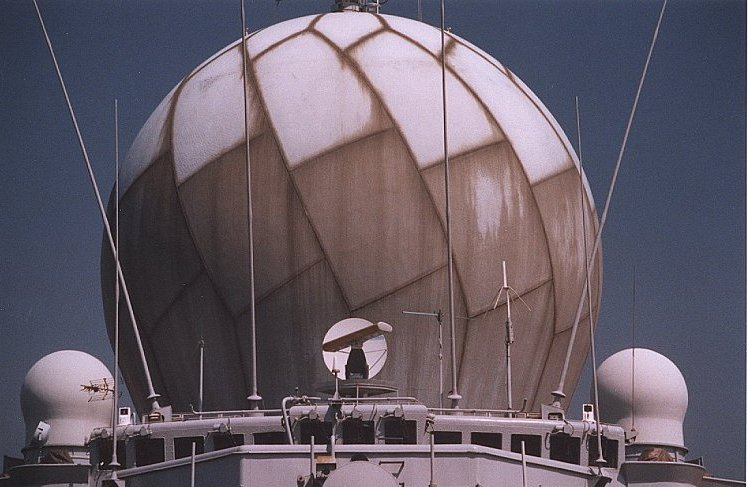
Radar dome of the Duquesne